# هيماياغ بدروس السابع عشر
هيماياغ بدروس السابع عشر هو بطريرك كيليكيا للأرمن الكاثوليك٬ منذ انتخابه بتاريخ 3 تموز 1976 وحتى استقالته عام 1982 .

## سيرته
ولد هيماياغ غيديغيان بتاريخ 2 تشرين الأول 1905 في إحدى قرى طرابزون في الدولة العثمانية.
تم تعيينه كاهناً في عام 1930، وفي عام 1978 تم انتخابه بطريركاً للكنيسة الارمنية الكاثوليكية خلفاً للبطريرك إغناطيوس بدروس السادس عشر، وعاصرت فترة بطريركيته الحرب الأهلية اللبنانية.
تقاعد في عام 1982 بسبب قانون تحديد السنّ في البطريركية الأرمنية الكاثوليكية، وتوفي عام 1998 عن عمر 93 عاماً.